# Junioren-Weltmeisterschaften im Rudern 2013
Die Junioren-Weltmeisterschaften im Rudern 2013 fanden vom 7. bis 11. August 2013 in Trakai in Litauen statt. Die Wettbewerbe wurden auf dem Galvesee ausgetragen.
Bei den Meisterschaften wurden 13 Wettbewerbe ausgetragen, davon sieben für Jungen und sechs für Mädchen.
Teilnahmeberechtigt war eine Mannschaft je Wettbewerbsklasse aus allen Mitgliedsverbänden des Weltruderverbandes. Eine Qualifikationsregatta existierte nicht.

## Ergebnisse
Hier sind die Medaillengewinner aus den A-Finals aufgelistet. Diese waren mit sechs Booten besetzt, die sich über Vor- und Hoffnungsläufe sowie Viertel- und Halbfinals für das Finale qualifizieren mussten. Die Streckenlänge betrug in allen Läufen 2000 Meter.

### Junioren
| Bootsklasse                   | Gold | Gold    | Silber | Silber  | Bronze | Bronze  |
| ----------------------------- | --- | ------- | --- | ------- | --- | ------- |
| Einer (JM1x)                  | Polen Natan Węgrzycki-Szymczyk | 6:59,69 | Serbien Andrija Sljukic | 7:01,49 | Aserbaidschan Boris Yotov | 7:09,54 |
| Doppelzweier (JM2x)           | Deutschland Philipp-André Syring Tim Ole Naske | 6:27,20 | Rumänien Marian-Florian Enache Gheorghe-Robert Dedu | 6:30,12 | Polen Marcin Pawlowski Dominik Czaja | 6:32,48 |
| Doppelvierer (JM4x)           | Deutschland Georg Teichmann Alex Sievers Hannes Redenius Max Appel                                                                                              | 5:57,87 | Neuseeland Jack O’Leary Martyn Davenport Benjamin Crosbie Mitchell Mackenzie-Mol                                                                                             | 5:59,97 | Volksrepublik China Zang Ha Yin Jixiang Ni Xulin Fu Yaxin                                                                                             | 6:02,09 |
| Zweier ohne Steuermann (JM2-) | Deutschland Malte Großmann Michael Trebbow | 6:35,22 | Griechenland Georgios Papasakelarious Michail Kouskouridas | 6:36,92 | Slowenien Miha Ramsak Gasper Ferlinc | 6:38,22 |
| Vierer ohne Steuermann (JM4-) | Rumänien Mihaita Iliut Alexandru-Cosmin Macovei Danut-Viorel Rusu Cristian Ivascu                                                                               | 6:01,41 | Italien Lorenzo Pietra Caprina Giovanni Abagnale Luca Lovisolo Alberto Di Seyssel                                                                                            | 6:03,55 | Polen Damian Krawitowski Michal Zaporowski Michal Iskra Lukasz Krajewski                                                                              | 6:09,01 |
| Vierer mit Steuermann (JM4+)  | Italien Antonio Vicino Jacopo Mancini Niccolo Pagani Davide Gerosa Niccolo Mancusi (Stm.)                                                                       | 6:22,28 | Deutschland Nick Blankenburg Maximilian Wagner Wolf-Niclas Schröder David Wollschläger Philipp Baumgard (Stm.)                                                               | 6:23,69 | Belarus Maksim Tserashkou Mikita Beliakou Yauhen Slizh Viktar Tryzna Mikalai Suzko (Stm.)                                                             | 6:24,24 |
| Achter (JM8+)                 | Deutschland Maximilian Brosche Johann Wahmhoff Richard Bensmann Laurits Follert Anton Schulz Marc Leske Theo Kessner Paul Gebauer Mario Acosta Dominguez (Stm.) | 5:50,05 | Italien Andrea Maestrale Lorenzo Gerosa Alessandro Piffaretti Emanuele Fiume Vittorio Serralunga Simone Tettamanti Leonardo Pietra Caprina Neri Muccini Patrick Rocek (Stm.) | 5:50,06 | Serbien Uros Marinkovic Bojan Dosljak Nikola Kekic Nikola Selakovic Ljubomir Gavric Martin Mackovic Viktor Pivac Aleksa Stankovic Mateja Josic (Stm.) | 5:50,28 |

### Juniorinnen
| Bootsklasse                   | Gold | Gold    | Silber | Silber  | Bronze | Bronze  |
| ----------------------------- | --- | ------- | --- | ------- | --- | ------- |
| Einer (JW1x)                  | Vereinigtes Königreich Jessica Leyden | 7:49,96 | Belarus Tazzjana Klimowitsch | 7:53,09 | Frankreich Elodie Ravera-Scaramozzino | 7:55,09 |
| Doppelzweier (JW2x)           | Rumänien Elena Logofatu Nicoleta Pascanu | 7:07,72 | Australien Narelle Badenoch Eleni Kalimnios | 7:10,82 | Dänemark Mathilde Persson Ida Jacobsen | 7:13,90 |
| Doppelvierer (JW4x)           | Italien Valentina Rodini Valentina Iseppi Stefania Gobbi Chiara Ondoli | 6:34,44 | Vereinigte Staaten Shawna Sims Elizabeth Sharis Kendall Brewer Cicely Madden                                                                                        | 6:35,33 | Deutschland Kathrin Morbe Lena Seuffert Frauke Hacker Frauke Hundeling                                                                                      | 6:36,74 |
| Zweier ohne Steuerfrau (JW2-) | Australien Jessie Allen Genevieve Horton | 7:22,55 | Rumänien Cristina-Georgiana Popescu Denisa Tîlvescu | 7:24,13 | Spanien Mireia Ros I Martinez Laura Monteso Esmel | 7:28,29 |
| Vierer ohne Steuerfrau (JW4-) | Vereinigte Staaten Eliza Spillsbury Galen Hughes Sylvie Sallquist Caroline Hart                                                                                                 | 6:53,85 | Italien Giulia Campioni Elena Waiglein Carmela Pappalardo Ludovica Serafini                                                                                         | 6:54,23 | Deutschland Christiane Estel Stella-Izabell Bleich Sophie Oksche Charlotte Wesselmann                                                                       | 6:56,29 |
| Achter (JW8+)                 | Rumänien Gianina-Elena Beleagă Andrea-Maria Sticea Antonia Cerbu Roxana Parascanu Ana-Maria Boca Elena Turta Cristina-Georgiana Popescu Denisa Tîlvescu Georgiana Danciu (Stf.) | 6:27,70 | Deutschland Leonie Neuhaus Julia Barz Alia Kone Annika Jacobs Josephine Eich Friederike Reissig Dorothee Beckendorff Lisa Quattelbaum Larina Aylin Hillemann (Stf.) | 6:31,03 | Italien Serena Lo Bue Lucrezia Fossi Ilaria Broggini Veronica Calabrese Sara Barderi Silvia Terrazzi Claudia Destefani Sandra Celoni Camilla Contini (Stf.) | 6:32,59 |

## Medaillenspiegel
| Platz | Land                   | Gold | Silber | Bronze | Gesamt |
| ----- | ---------------------- | ---- | ------ | ------ | ------ |
| 1     | Deutschland            | 4    | 2      | 2      | 8      |
| 2     | Rumänien               | 3    | 2      |        | 5      |
| 3     | Italien                | 2    | 3      | 1      | 6      |
| 4     | Australien             | 1    | 1      |        | 2      |
| 4     | Vereinigte Staaten     | 1    | 1      |        | 2      |
| 6     | Polen                  | 1    |        | 2      | 3      |
| 7     | Vereinigtes Königreich | 1    |        |        | 1      |
| 8     | Belarus                |      | 1      | 1      | 2      |
| 8     | Serbien                |      | 1      | 1      | 2      |
| 10    | Griechenland           |      | 1      |        | 1      |
| 10    | Neuseeland             |      | 1      |        | 1      |
| 12    | Aserbaidschan          |      |        | 1      | 1      |
| 12    | Volksrepublik China    |      |        | 1      | 1      |
| 12    | Dänemark               |      |        | 1      | 1      |
| 12    | Spanien                |      |        | 1      | 1      |
| 12    | Frankreich             |      |        | 1      | 1      |
| 12    | Slowenien              |      |        | 1      | 1      |
| Summe | Summe                  | 13   | 13     | 13     | 39     |